# Dai Carter
Dai Carter (Amsterdam, 1989) is een Nederlandse oud-commando speciale operaties, televisiepersoonlijkheid, spreker, schrijver en voormalig acteur. 

## Biografie
Carters ouders scheidden toen hij zeven was. In de tien jaar daarna verhuisde hij twaalf keer en belandde hij op het speciaal onderwijs. Als jonge acteur verscheen hij in onder meer De Passievrucht.
Zijn toenmalige stiefvader spoorde Carter aan om militair te worden. Op zestienjarige leeftijd volgde hij het Oriëntatie Jaar Koninklijke Landmacht aan het ROC. In 2006 maakte hij als acteur nog zijn opwachting in de film Langer licht. Later meldde hij zich aan voor de Luchtmobiele opleiding.
Op achttienjarige leeftijd ging Carter voor de eerste keer op missie naar Afghanistan. Toen hij twintig jaar was, voltooide hij de opleiding tot commando. Vervolgens diende hij tien jaar lang bij het Korps Commandotroepen. Achtmaal ging hij op missie naar verschillende conflictgebieden. Hij vervulde de rol van medic.
In 2020 maakte Carter voor het eerst zijn opwachting in het televisieprogramma Kamp Van Koningsbrugge. Als een van de hoofdinstructeurs onderwerpt hij een groep deelnemers aan een zware training.
In zijn boek Nu of nooit, dat verscheen in 2022, deelt de Amsterdammer lessen over mentale kracht die hij opdeed tijdens zijn carrière als commando. Het werk bereikte de tweede plek in De Bestseller 60. In 2023 kwam het boek Mentale kracht uit. Het behaalde eveneens de tweede plaats in de bestsellerlijst. Datzelfde jaar startte de oud-commando met een gelijknamige theatertour.
In november 2024 kwam zijn voor kinderen toegankelijke boek Missie mentale kracht uit. Diezelfde maand startten de opnames van het tv-programma Strijders, waarin Carter en Ray Klaassens ieder een team onder hun hoede nemen in een militair kampioenschap. Vanaf maart 2025 was dit programma op televisie.
Samen met Derek de Vries schreef Carter het boek Schokbestendig, dat verscheen in juni 2025. Onder dezelfde titel maakte het tweetal met Robin Imthorn een theatercollege.

## Filmografie

### Films (als acteur)
- 2003 - De Passievrucht - als Bo
- 2004 - Birth of the Western, Holland 1903 - als Fer
- 2004 - Gebroken Rood - als Koos
- 2006 - Langer licht - als Mitchel

### Televisie (selectie, als zichzelf)
- 2020-heden - Kamp van Koningsbrugge (AVROTROS)
- 2024 - Boeddha in de polder (KRO-NCRV)
- 2025 - Strijders (AVROTROS)

### Bestseller 60
| Boeken met noteringen in de Nederlandse Bestseller 60 | Jaar van verschijnen | Datum van binnenkomst | Hoogste positie | Aantal weken | Opmerkingen                        |
| ----------------------------------------------------- | -------------------- | --------------------- | --------------- | ------------ | ---------------------------------- |
| Nu of nooit                                           | 2022                 | 19-01-2022            | 2               | 51           |                                    |
| Mentale kracht                                        | 2023                 | 08-03-2023            | 2               | 21           |                                    |
| Missie mentale kracht                                 | 2024                 | 20-11-2024            | 7               | 2            |                                    |
| Schokbestendig                                        | 2025                 | 25-06-2025            | 11              | 1            | in samenwerking met Derek de Vries |